# Monumento all'Indipendenza (Kiev)
Il Monumento all'Indipendenza (in ucraino Монумент Незалежності?, Monument Nezaležnosti) si trova in Majdan Nezaležnosti a Kiev, in Ucraina.

## Storia
Il monumento è stato posto nella piazza per celebrare il decimo anniversario dell'indipendenza del Paese nel 2001. Durante gli eventi di Euromaidan del 2013 attorno al monumento vi sono stati scontri tra polizia e manifestanti.

## Descrizione
Il Monumento dedicato all'indipendenza dell'Ucraina è una colonna che domina la piazza centrale della città, Majdan Nezaležnosti (piazza dell'Indipendenza). Lo stile architettonico è misto, parte stile Impero parte barocco ucraino, e la struttura è costituita da un grande piedistallo simile a una chiesa con quattro facciate, ognuna caratterizzata da quattro colonne con capitello dorato reggenti un frontone curvilineo con parte superiore a sua volta decorata da elementi dorati. Sopra si trova un'alta colonna con il grande capitello di ordine corinzio che regge la statua raffigurante Berehynja (Берегиня) che tiene tra le mani un ramo di viburno.